# Topchanchi
Topchanchi é uma vila no distrito de Dhanbad, no estado indiano de Jharkhand.

## Geografia
Topchanchi está localizada a 23° 54′ N, 86° 12′ L. Tem uma altitude média de 304 metros (997 pés).

## Demografia
Segundo o censo de 2001, Topchanchi tinha uma população de 5397 habitantes. Os indivíduos do sexo masculino constituem 53% da população e os do sexo feminino 47%. Topchanchi tem uma taxa de literacia de 57%, inferior à média nacional de 59,5%: a literacia no sexo masculino é de 69% e no sexo feminino é de 43%. Em Topchanchi, 15% da população está abaixo dos 6 anos de idade.